# Nigidius stuhlmanni
Nigidius stuhlmanni là một loài bọ cánh cứng trong họ Lucanidae. Loài này được Kriesche mô tả khoa học năm 1920.